# فرهنگنامه هجده‌جلدی
فرهنگنامهٔ هجده جلدی کتابی از برتا موریس پارکر با ترجمهٔ رضا اقصی و احمد آرام است که در سال ۱۳۴۷ منتشر و برندهٔ جایزه کتاب سال سلطنتی شد.